# Verbandsgemeinde Unstruttal
Die Verbandsgemeinde Unstruttal im Burgenlandkreis in Sachsen-Anhalt entstand am 1. Januar 2010. Zur Bildung der Verbandsgemeinde gab es am 1. Juli 2009 folgende Eingemeindungen:
- Eingemeindung der Gemeinde Wangen in die Stadt Nebra (Unstrut)
- Eingemeindung der Gemeinden Burgscheidungen und Kirchscheidungen in die Stadt Laucha an der Unstrut
- Eingemeindung der Gemeinden Baumersroda und Ebersroda in die Gemeinde Gleina
- Eingemeindung der Gemeinden Pödelist, Schleberoda, Weischütz und Zeuchfeld in die Stadt Freyburg (Unstrut)
- Eingemeindung der Gemeinden Burkersroda, Größnitz und Hirschroda in die Gemeinde Balgstädt

Weiterhin wurde die Gemeinde Reinsdorf zum 1. September 2010 in die Stadt Nebra (Unstrut) eingemeindet.
Die Einwohnerzahl der Verbandsgemeinde betrug 15.630 (Stand: 31. Dezember 2017, inklusive Reinsdorf). Sitz der Verbandsgemeinde ist Freyburg.

## Geographie
Teile der Verbandsgemeinde liegen an der namensgebenden Unstrut, an der Saale sowie im Naturpark Saale-Unstrut-Triasland.

## Mitgliedsgemeinden
- Balgstädt
- Freyburg (Unstrut), Stadt
- Gleina
- Goseck
- Karsdorf
- Laucha an der Unstrut, Stadt
- Nebra (Unstrut), Stadt

## Politik

### Verbandsgemeinderat
Die Wahl zum Verbandsgemeinderat am 25. Mai 2014 führte bei einer Wahlbeteiligung von 50,9 % zu folgendem Ergebnis:
| Partei        | Sitze | Stimmen |
| ------------- | ----- | ------- |
| CDU           | 9     | 33,3 %  |
| SPD           | 3     | 10,1 %  |
| Die Linke     | 4     | 16,1 %  |
| FDP           | 1     | 01,6 %  |
| NPD           | 1     | 04,4 %  |
| Wählergruppen | 8     | 33,9 %  |

### Bürgermeisterin
Erste Verbandsgemeindebürgermeisterin ist Jana Schumann, die bei der Bürgermeisterwahl am 23. Oktober 2016 mit 57,47 % der gültigen Stimmen im Amt bestätigt wurde.

### Wappen
Das Wappen wurde am 20. Januar 2010 durch den Landkreis genehmigt.
Blasonierung: „In Silber von blauem Wellenbalken schräggeteilt, oben eine belaubte grüne Weintraube, unten eine grüne Scheibe, bestreut mit einer silbernen Scheibe, drei silbernen Bögen und silbernen Punkten.“
Die Farben der Verbandsgemeinde sind Blau – Weiß.
Die Verbandsgemeinde führt das vom Heraldiker Jörg Mantzsch gestaltete Wappen der früheren Verwaltungsgemeinschaft Unstruttal weiter.

### Flagge
Die Flagge ist blau – weiß (1:1) gestreift (Längsform: Streifen senkrecht verlaufend, Querform: Streifen waagerecht verlaufend) und mittig mit dem Wappen der Verbandsgemeinde belegt.

## Verkehr
Durch das Verbandsgemeindegebiet führen die Bundesstraßen 176, 180 und 250. In Wangen, Nebra, Reinsdorf, Karsdorf, Kirchscheidungen, Laucha, Balgstädt und Freyburg befinden sich Stationen der Unstrutbahn Naumburg–Wangen(–Artern), auf der im Stundentakt Regionalbahnen verkehren.